# Dezider Kardoš
Dezider Kardoš (* 23. Dezember 1914 in Nadlice; † 18. März 1991 in Bratislava) war ein slowakischer Komponist.
Kardoš studierte von 1933 bis 1937 am Konservatorium von Bratislava und anschließend bis 1939 bei Vítězslav Novák in Prag. Von 1945 bis 1952 war er Leiter der Musikabteilung des Rundfunks  in Prešov und Bratislava, danach Leiter der Slowakischen Philharmonie. Von 1961 bis 1984 unterrichtete er Komposition an der Musikakademie Bratislava.
Kardoš komponierte sieben Sinfonien, ein Sinfonisches Präludium, ein Ostslowakisches Präludium, eine Heldenballade, ein Orchesterkonzert, ein Konzert für Streichorchester, ein Konzert für Violine, Harfe und Streicher, kammermusikalische Werke, Kantaten, Chorwerke, Lieder und Filmmusiken.
| Personendaten    | Personendaten          |
| ---------------- | ---------------------- |
| NAME             | Kardoš, Dezider        |
| KURZBESCHREIBUNG | slowakischer Komponist |
| GEBURTSDATUM     | 23. Dezember 1914      |
| GEBURTSORT       | Nadlice                |
| STERBEDATUM      | 8. März 1991           |
| STERBEORT        | Bratislava             |